# Germano Bellavia
Germano Bellavia (Napoli, 14 luglio 1970) è un attore italiano.

## Biografia
Nasce a Napoli da genitori napoletani e nonni paterni siciliani, originari di Palermo. Appassionato di cinema italiano, si diploma al Centro sperimentale di cinematografia nel 1992. Ha cominciato a recitare sui palchi teatrali diretto da Walter Manfré, Matteo Garrone, Stefano Amatucci e altri. L'esordio nel cinema è arrivato grazie a Nanni Loy che gli ha affidato un ruolo prima in Scugnizzi e poi in Pacco, doppio pacco e contropaccotto. Nel 1997 è stato nel cast del film Naja, per la regia di Angelo Longoni.
È noto al pubblico televisivo per il personaggio di Guido Del Bue che interpreta, sin dalla prima puntata, nella soap opera di Rai 3 Un posto al sole.
Nel 2007 ha anche recitato in Un posto al sole d'estate.

## Filmografia

### Cinema
- Scugnizzi, regia di Nanni Loy (1989)
- Pacco, doppio pacco e contropaccotto, regia di Nanni Loy (1993)
- Cuore cattivo, regia di Umberto Marino (1995)
- Isotta, regia di Maurizio Fiume (1996)
- Naja, regia di Angelo Longoni (1997)
- Piacere Michele Imperatore, regia Bruno Memoli (2008)
- Mozzarella Stories, regia di Edoardo De Angelis (2011)
- Sodoma - L'altra faccia di Gomorra, regia di Vincenzo Pirozzi (2013)

### Televisione
- Un posto al sole - soap opera  (1996-in corso)
- Un posto al sole d'estate - soap opera (2007-2009)
- La dama velata, regia di Carmine Elia - miniserie TV (2015)
- Ritorno al crimine - film TV, regia di Massimiliano Bruno (2021)